# Stadewäldchen

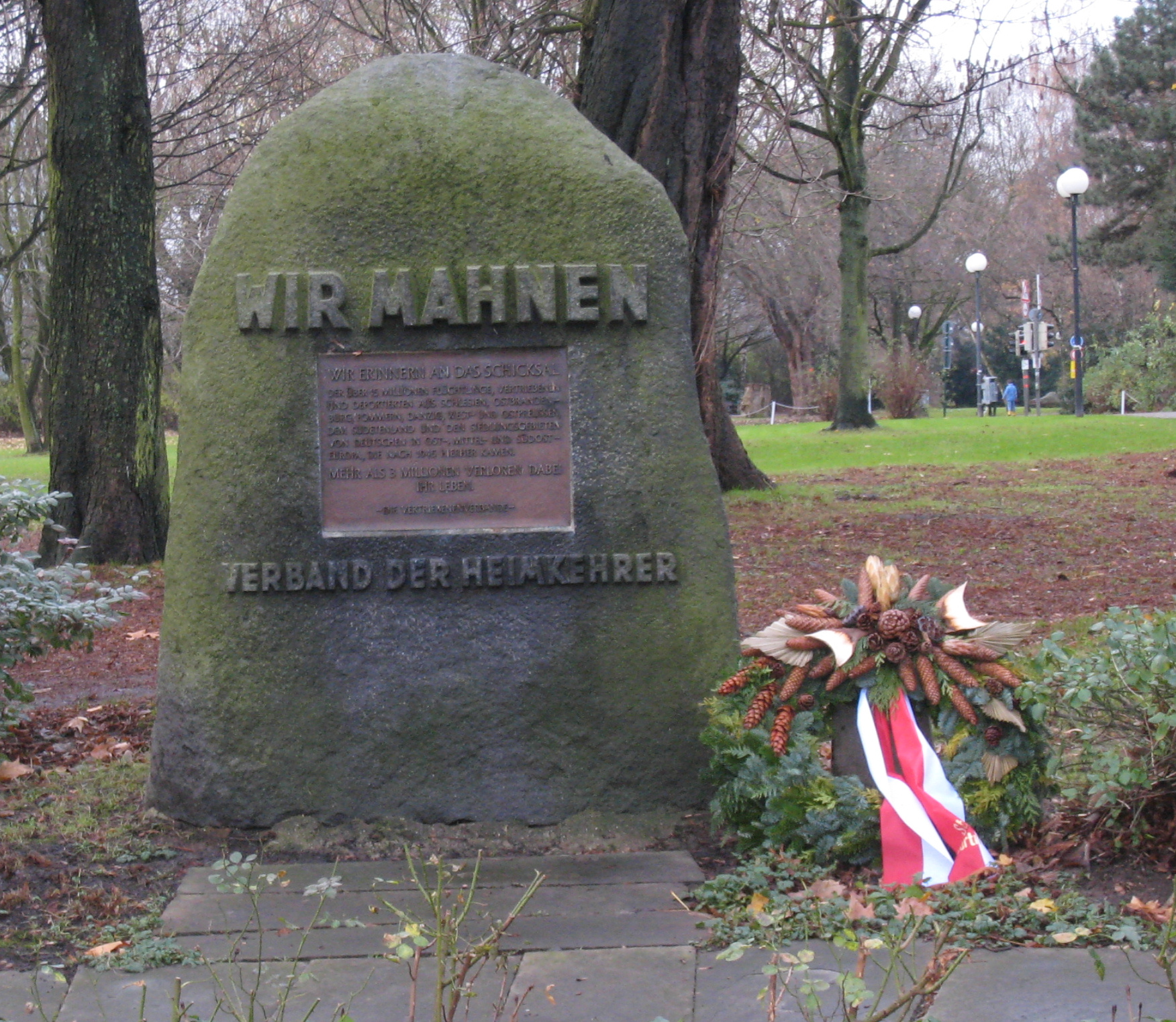
Das Denkmal des Verbandes der Heimkehrer im Stadewäldchen

Das Stadewäldchen ist eine Grünanlage in Dortmund. Mit einer Größe von fünf Hektar erstreckt sich das Stadewäldchen im Norden vom S-Bahn-Haltepunkt Dortmund-Stadthaus bis zur Bundesstraße 1 im Süden.

## Geschichte
Die Geschichte des Stadewäldchens geht auf den Brauereibesitzer Stade zurück, der hier in den 1920er Jahren Flächen zur Errichtung einer Parkanlage pachtete. Das Stadewäldchen, wie es schon damals genannt wurde, diente als fußläufige Verbindung von der Dortmunder Innenstadt zum damaligen Kaiser-Wilhelm-Hain, dem heutigen Westfalenpark. Zudem gab es im Norden der Parkanlage einen Biergarten.
1939 pachtete die Stadt Dortmund die Flächen zwischen Saarland- und Markgrafenstraße und richtete hier eine öffentliche Grünanlage ein. Anfang der 1950er Jahre erwarb die Stadt Dortmund diese Flächen.
Zur ersten Bundesgartenschau in Dortmund im Jahre 1959 wurde die Parkanlage weiter ausgebaut und um zusätzliche Angebote für Freizeit und Erholung ergänzt. So wurden ein Kinderspielplatz und ein Fußballkleinfeld errichtet. In etwa auf Höhe der U-Bahnhaltestelle Markgrafenstr. befindet sich eine Tischtennisplatte. Der Spielplatz wurde im Jahr 2021 sowie der Fußballplatz 2025 neu eingerichtet. Aus einem Aschebolzplatz wurde ein Feld mit Kunststoffbelag.
In der Grünanlage erinnert ein Ehrenmal des Verbandes der Heimkehrer an die Flucht und Vertreibung Deutscher aus Mittel- und Osteuropa 1945–1950 und Deportierten am Ende des Zweiten Weltkrieges.
Im Norden der Grünanlage befindet sich mit dem Restaurant Stadewäldchen ein Gastronomiebetrieb, welcher mit angeschlossenen Biergarten zum Verweilen einlädt.
Am 10. September 2019, dem internationalen Tages der Suizidprävention, wurde im Stadewäldchen ein Ginkobaum gepflanzt, um an die Menschen zu erinnern, welche sich selbst das Leben genommen haben. Hierdurch soll das Thema enttabuisiert werden und ins öffentliche Bewusstsein gelangen. Nachdem der Baum im Mai 2021 gestolen wurde, wurde am 10. September 2021 ein neuer Baum gepflanzt.